# Туснолобова-Марченко, Зинаида Михайловна
Зинаида Михайловна Туснолобова-Марченко (урождённая Морозова; 23 ноября 1920, Полоцкий уезд, Витебская губерния — 20 мая 1980, Полоцк, Витебская область) — советский военный врач, медик, участница Великой Отечественной войны, Герой Советского Союза (1957).
За 8 месяцев пребывания на фронте старшина медицинской службы З. М. Туснолобова вынесла с поля боя 123 раненых. 2 февраля 1943 года в бою за станцию Горшечное Курской области была тяжело ранена, обморожена, сутки пролежала среди трупов. Вследствие обморожения лишилась рук и ног.
После обращения Зинаиды к рабочим, публикации открытого письма воинам Первого Прибалтийского фронта, лозунг «За Зину Туснолобову!» появился на бортах многих советских танков, самолётов и орудий.

## Биография
Родилась 23 ноября 1920 года на хуторе Шевцово Полоцкого уезда Витебской губернии (ныне Россонского района Витебской области Беларуси) в крестьянской семье Морозовых. Русская.
В 1930-е годы отец, опасаясь репрессий, выехал в Сибирь и поменял фамилию. Его брат, Морозов Семён Михайлович (1890—1937), инвалид Первой мировой войны, Георгиевский кавалер, председатель колхоза «Вторая пятилетка» Россонского района был репрессирован.
Образование — неполное среднее. Работала в Ленинске-Кузнецком Кемеровской области лаборантом-химиком треста «Ленинскуголь».
В РККА с апреля 1942 года. Член ВКП(б) с 1942 года. Окончила курсы медсестёр.
6 ноября 1942 года за спасение 26 бойцов в период с 19 по 23 июля санитарка 849-го стрелкового полка 303-й стрелковой дивизии 60-й армии Воронежского фронта гвардии старшина медицинской службы З. М. Туснолобова была представлена командиром полка к ордену Отечественной войны I степени, но была награждена орденом Красной Звезды. За этот же подвиг некоторое время спустя она была награждена орденом Красного Знамени.
Всего за 8 месяцев на фронте вынесла с поля боя 123 раненых.
В феврале 1943 года в бою за станцию Горшечное Курской области З. М. Туснолобова пыталась оказать помощь раненому командиру взвода. Пока она ползла к лейтенанту, сама была тяжело ранена: ей перебило ноги. В это время немцы перешли в контратаку. З. М. Туснолобова попыталась притвориться мёртвой, но один из немецких солдат заметил её и ударами сапог и приклада попытался добить санитарку.
Ночью подающая признаки жизни санитарка была обнаружена разведгруппой, перенесена в расположение советских войск и на третий день доставлена в полевой госпиталь. От сильного обморожения всех конечностей развилась гангрена. За несколько месяцев лечения перенесла восемь операций, которые спасли ей жизнь. Но вследствие обморожения были ампутированы руки и ноги. Имела инвалидность Великой Отечественной войны первой группы.
После войны З. М. Туснолобова жила в Полоцке, была членом горкома КПСС, вела общественную работу.
Автор письма-призыва к воинам 1-го Прибалтийского фронта (май 1944). З. М. Туснолобова получила на него более 3000 откликов, и вскоре лозунг «За Зину Туснолобову!» появился на бортах многих советских танков, самолётов и орудий. В частности, на фюзеляже самолёта Героя Советского Союза Петра Андреева была надпись — «За Зину Туснолобову!».
Осенью 1965 года Международный Комитет Красного Креста наградил З. М. Туснолобову-Марченко медалью Флоренс Найтингейл, таким образом, она стала третьей советской медсестрой, удостоенной этой почётной награды.
Умерла 20 мая 1980 года в Полоцке и была там же похоронена на Красном кладбище.

## Семья
Супруг — Иосиф Петрович Марченко (1915—1987), участник Великой Отечественной войны, лейтенант. После войны работал в артели «Пищевик» начальником цеха, главным инженером, а затем — директором. У них двое детей:
- Сын Марченко Владимир Иосифович (р. 1951) — работал слесарем-монтажником, служил в 1970—1972 годах в ракетных войсках. После армии вернулся на прежнее место работы. Окончил институт в 1980 году. Кандидат в мастера спорта по водным лыжам. 32 года работает в газовом хозяйстве. На 2010 год — заместитель директора горгаза. Заслуженный работник УП "Витебскоблгаз". Внучка — Юля (род. 1976), инженер-строитель, живёт и работает в Минске.
- Дочь Есипёнок (урождённая Марченко) Нина Иосифовна (р. 1959) — по образованию швея, домохозяйка. Вырастила двух сыновей.

## Награды и звания
- Герой Советского Союза (6 декабря 1957, медаль «Золотая Звезда» № 10842; по ходатайству Военно-медицинского музея Министерства обороны СССР, партийных и советских организаций города Полоцка);
- Орден Ленина (6 декабря 1957);
- Орден Красного Знамени;
- Орден Красной Звезды;
- Медали, в том числе:
  - Медали Флоренс Найтингейл Международного комитета Красного креста (1965).
- Почётный гражданин города Полоцка[1].

## Память

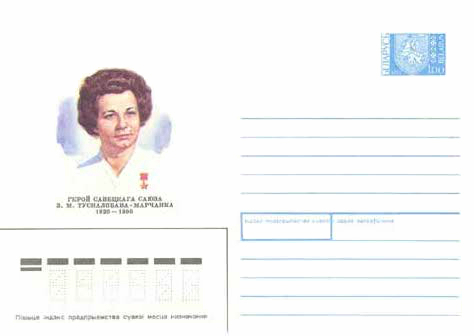
Почтовый конверт Беларуси

- Могила Героя Советского Союза З. М. Туснолобовой-Марченко на кладбище «Красное», ул. Гагарина —  Историко-культурная ценность Республики Беларусь, шифр 213Д000604.
- Именем Зинаиды Михайловны Туснолобовой-Марченко названы улицы в Ленинске-Кузнецком и в Полоцке, а также Полоцкий медицинский колледж[6], открыт музей-квартира героини (с 1987)[1].
- В селе Новопокасьма Ленинск-Кузнецкого района Кемеровской области, где она училась, её именем названа школа.
- Зинаиде посвящена аллея и памятник на улице Текстильщиков в Ленинске-Кузнецком.
- В посёлке Горшечное Курской области, где она получила ранение, названа улица, рядом с которой расположена центральная районная больница.
- В Старом Осколе Белгородской области её имя носит из садов школы № 33.
- Стенд, посвящённый мужеству З. М. Туснолобовой-Марченко, размещён в музее-квартире Н. А. Островского «Преодоление», в доме № 14 по Тверской улице в Москве[1].
- В 1992 году в Беларуси был выпущен почтовый конверт, посвящённый Туснолобовой.
- В Витебской области учреждена премия имени Зинаиды Туснолобовой-Марченко, которая ежегодно вручается женщинам-матерям.
- О жизни З. М. Туснолобовой-Марченко — информация на выставке «Почётные граждане города Полоцка», которая размещена в Краеведческом музее c 2016 года[7].
- Мемориал Герою Советского Союза Зинаиде Туснолобовой-Марченко в Полоцке[8].
- В Музее белорусского книгопечатания (Полоцк), в рамках форума "Покровские встречи в Полоцке 2023", состоялась презентация книги "История поколений" о Герое Советского Союза З. М. Туснолобовой-Марченко (2023). Автор — сын Владимир Марченко.